# Gelbfleck-Waldschatteneule

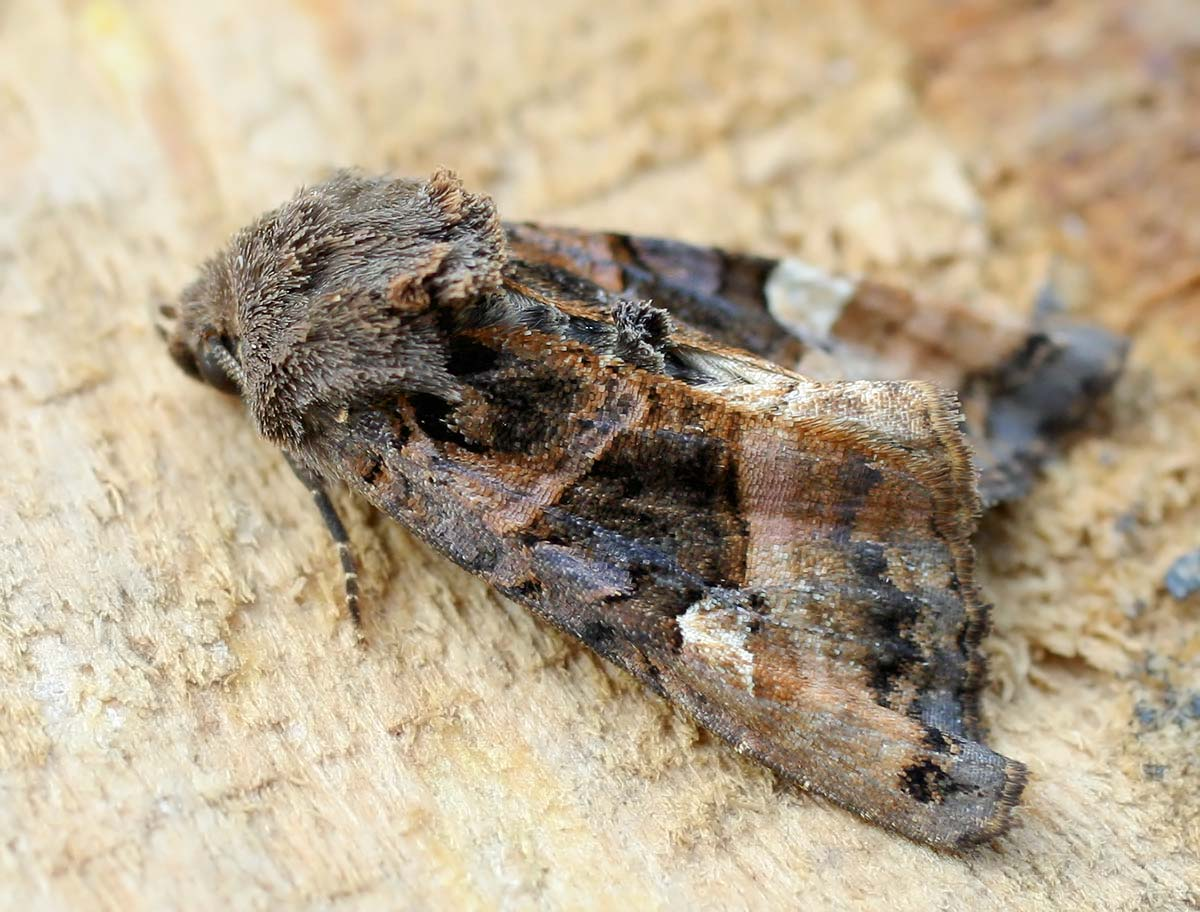

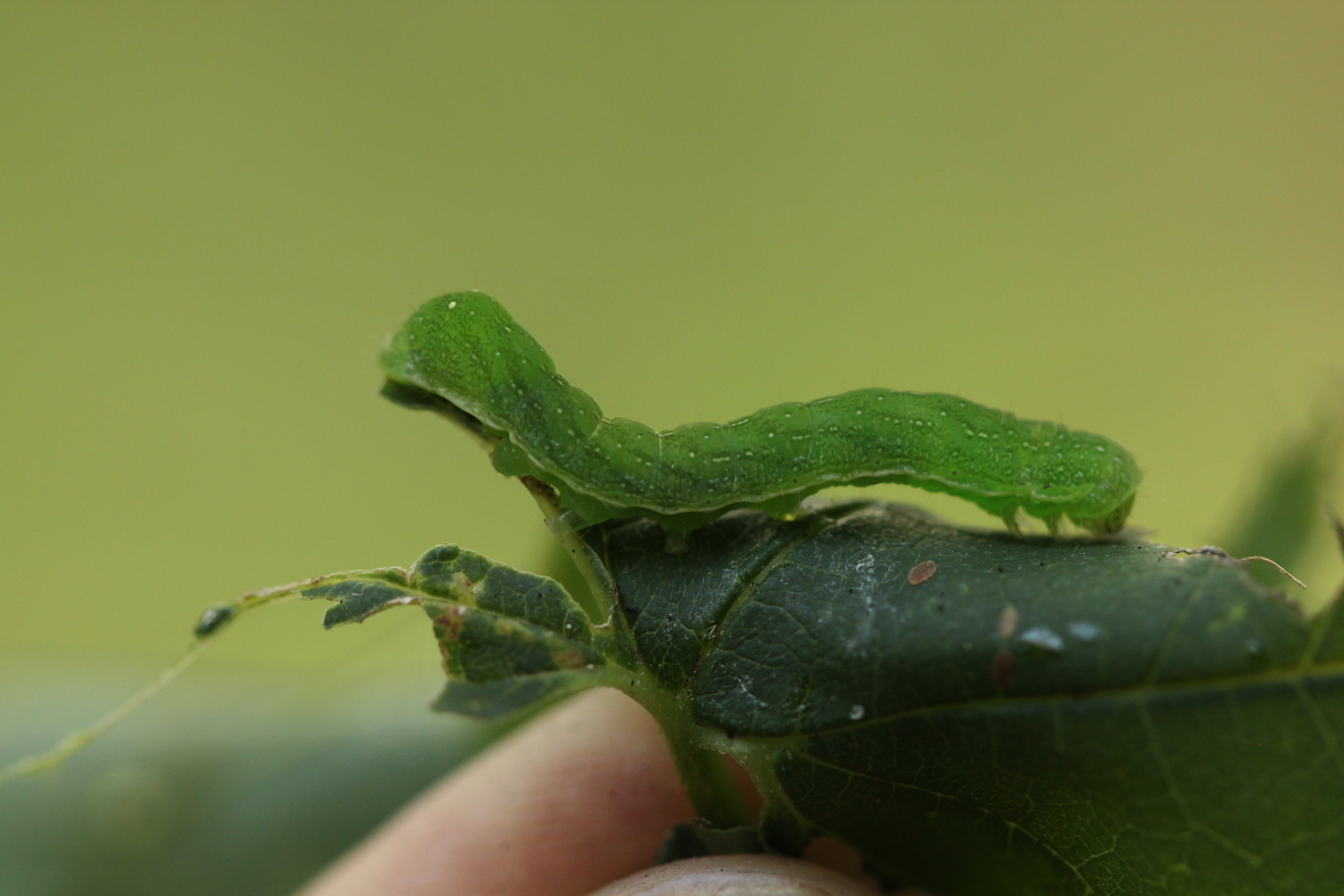
Raupe

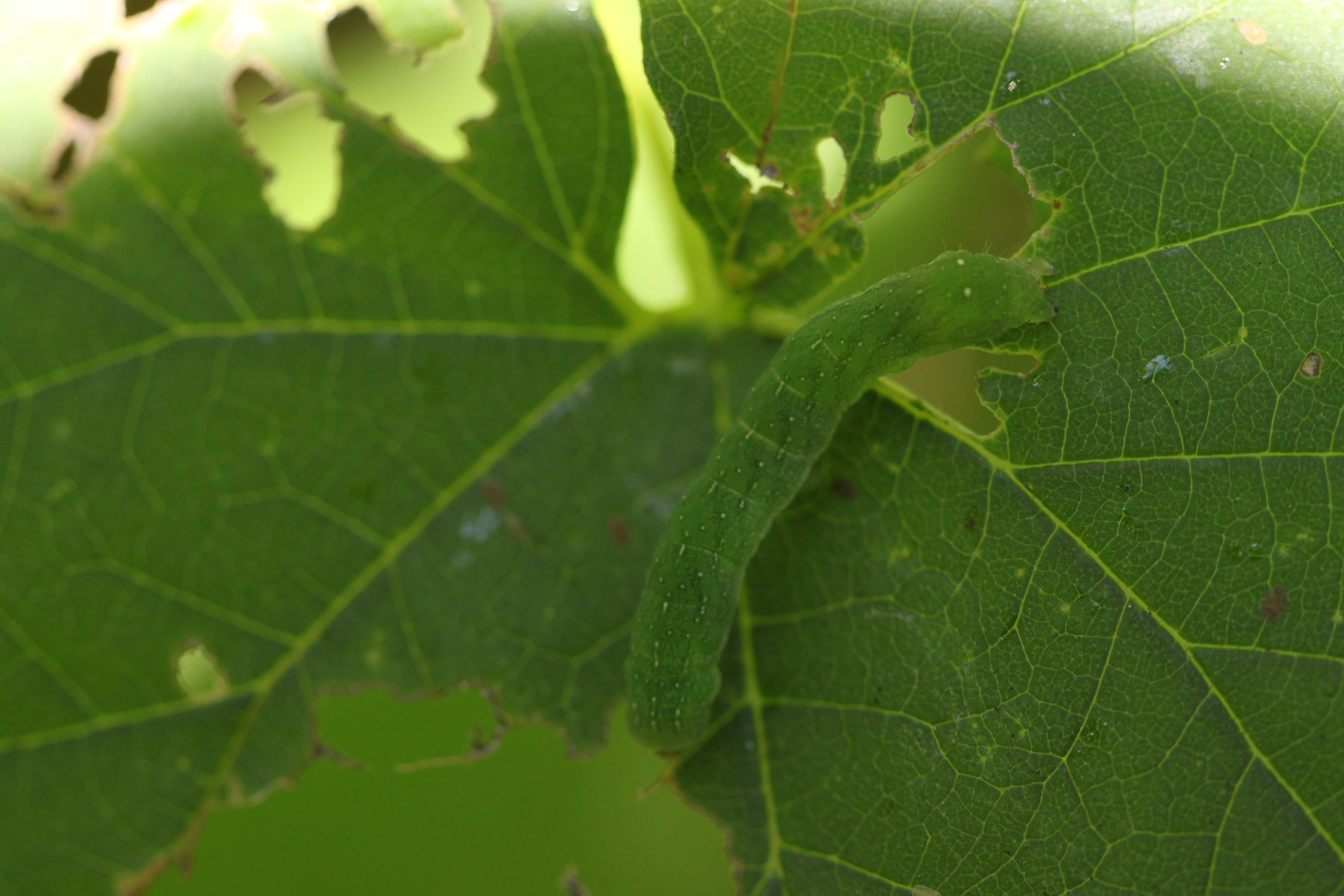
Raupe

Die Gelbfleck-Waldschatteneule oder Purpurglanzeule (Euplexia lucipara) ist ein Schmetterling (Nachtfalter) aus der Familie der Eulenfalter (Noctuidae).

## Merkmale
Die Falter erreichen eine Flügelspannweite von 27 bis 32 Millimetern. Ihre Vorderflügel haben eine rötlichbraune bis violettbraune Grundfarbe. Das Mittelfeld ist dunkel und grenzt am Flügelvorderrand an einen gelblich-weißen, häufig schmutzig dunkel gezeichneten Fleck an. Der Außenrand der Vorderflügel ist dunkelbraun. 
Die Raupen werden etwa 35 Millimeter lang und sind grün oder bräunlich gefärbt. Sie tragen entlang des Rückens eine sehr feine Linie aus hellen Strichen und beidseits davon nur schwach erkennbare, dunkle schräge Linien. Am elften Segment besitzen die Tiere zwei kleine weiße Punkte. 

### Ähnliche Arten
- Euplexia euplexina

## Vorkommen
Die Tiere kommen in Mitteleuropa fast überall und sehr häufig vor. Sie leben an halbschattigen, bis schattigen, oft feuchten Orten wie etwa in Wäldern, Flussauen, Mooren und Heiden, aber auch in Parks und Gärten.

## Lebensweise
Die Falter lassen sich sowohl durch künstliches Licht, als auch durch Köder anlocken.

### Flug- und Raupenzeiten
Die Gelbfleck-Waldschatteneule bildet eine Generation im Jahr, die von Ende Mai bis Ende Juli fliegt. Die Raupen sind von Juli bis Anfang Oktober anzutreffen. Gelegentlich wird auch eine unvollständige zweite Generation hervorgebracht.

### Nahrung der Raupen
Die Raupen ernähren sich von sehr vielen verschiedenen krautigen und verholzten Pflanzen, wie beispielsweise von Echtem Wurmfarn (Dryopteris filix-mas), Gemeiner Hasel (Corylus avellana), Großer Brennnessel (Urtica dioica), Gewöhnlicher Waldrebe (Clematis vitalba), Großem Springkraut (Impatiens noli-tangere), Ampfer (Rumex), Weidenröschen (Epilobium), Ziesten (Stachys), Schöllkraut (Chelidonium majus), oder Brombeeren (Rubus fruticosus).

## Entwicklung
Die Raupen sind überwiegend nachtaktiv, fressen aber auch tagsüber bei Schlechtwetter. Die Verpuppung erfolgt in einer Kammer im Erdreich. Die Puppe überwintert. 